# Karel Chodounský

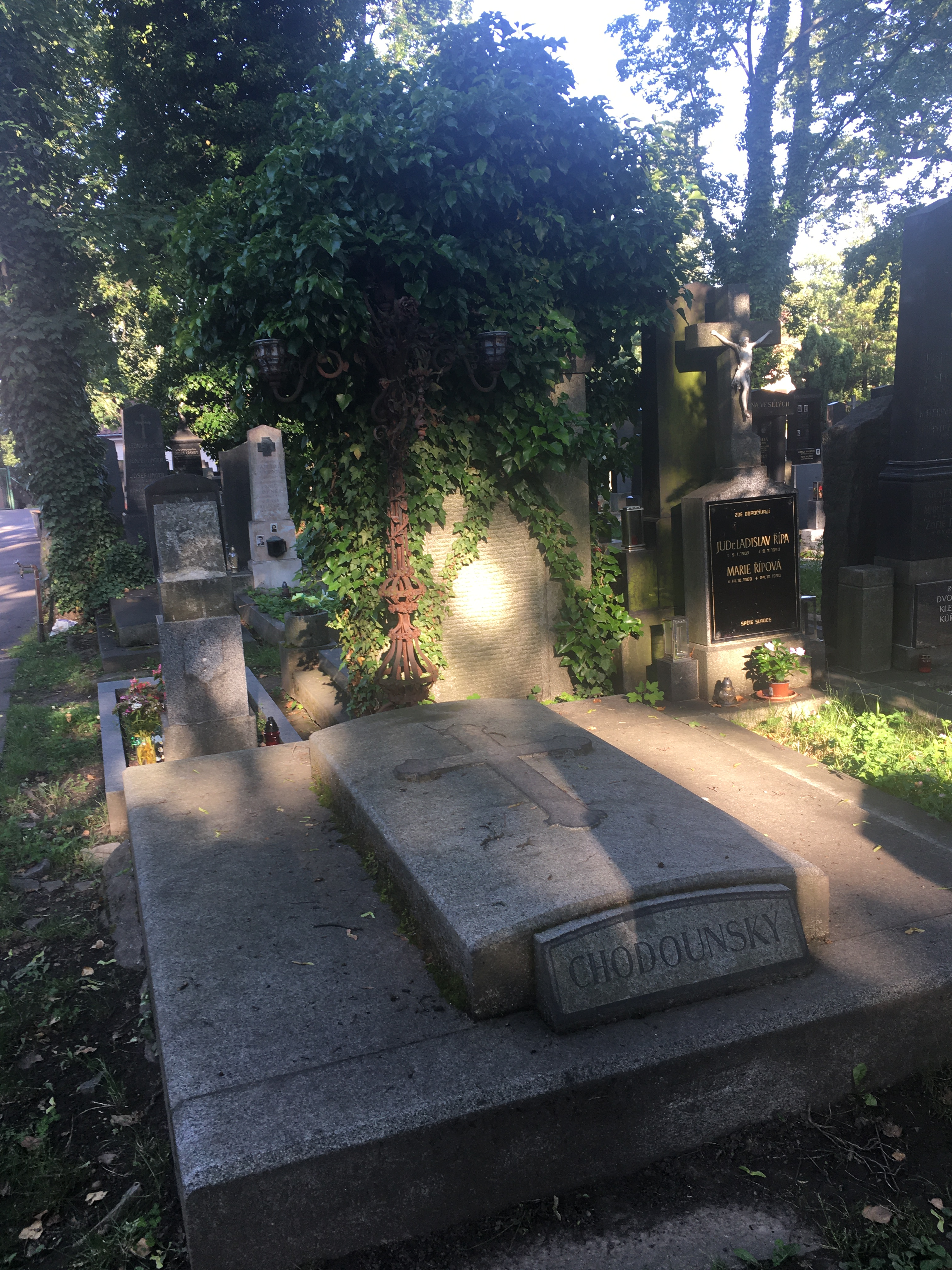
Náhrobek Karla Chodounského na hřbitově v Malvazinkách

Karel Chodounský (18. května 1843 Studénka – 12. května 1931 Praha) byl český lékař, zakladatel české farmakologie a žák Jana Evangelisty Purkyně.
Kladl důraz na aplikaci výzkumu do praxe. Jako talentovaný pedagog vychoval generaci českých lékařů. Vyzdvihl význam sportu, organizoval horskou turistiku a horolezectví. Propagoval spolupráci Čechů s Poláky a Slovinci. Po vzniku ČSR zakládal farmakologický ústav v Brně. Jmenován profesorem Univerzity Karlovy a čestným doktorem Masarykovy univerzity.

## Život
Narodil se ve Studénce na Mladoboleslavsku, v rodině vrchnostenského správce Petra Chodounského a jeho manželky Julie, rozené Svobodové. Během studií medicíny pracoval tři roky v přírodovědných sbírkách Českého muzea, roku 1868 se stal asistentem Jana Evangelisty Purkyně. Poté z finančních důvodů na šest let opustil Prahu, aby se mohl věnovat soukromé lékařské praxi.
Od konce 60. let publikoval články v Časopise českých lékařů. Roku 1877, po návratu do Prahy, převzal spolu s doktorem Maixnerem jeho redakci. Pod jejich vedením získal časopis vysokou úroveň a velkou oblibu v lékařských kruzích. Jako redaktor rovněž organizoval spolupráci českých a polských lékařů, zejména účast zástupců obou národů na kongresech. Chodounský také přispíval do Odborné pathologie a therapie, lékařského slovníku a Živy. Prováděl chemické pokusy. Proslavil se studií o nachlazení, v níž dokazoval, že tato nemoc nepochází z chladu. Experimentoval přitom i na sobě samém — během tří let se vystavoval podmínkám, které podle tehdejších názorů měly nachlazení vyvolat, aniž by onemocněl.
Zabýval se i etikou pokusů na lidech: Podle jeho názoru je nutné přijmout riziko nepříznivých dopadů nových léčiv, protože jinak by nebyl možný pokrok a nemocní by nedostali potenciálně účinný lék. Uváděl příklad syfilis, kde dva léky úspěšně vyzkoušené na zvířatech měly závažné vedlejší účinky u lidí (včetně oslepnutí), ale následující přípravek (salvarsan) již nemoc vyléčil. Podmínkou ovšem je, že pacient musí být informován o využití nového postupu a musí s ním souhlasit. Pokusy, které prospívají vědě, ale nikoli samotnému pacientovi, smí výzkumník provádět jen sám na sobě (což Chodounský udělal v případě nachlazení).
Roku 1884 se habilitoval na docenta v oboru balneologie a klimatoterapie. 5. května 1895 byl jmenován mimořádným a 15. března 1902 řádným profesorem. Po vzniku Československa, ve věku 76 let, přednášel i na nově založené Masarykově univerzitě a organizoval tam vznik farmakologického ústavu. Za svůj přínos mu tato univerzita udělila čestný doktorát.
Byl aktivním sportovcem a propagátorem sportu. Do pozdního věku se věnoval lyžování, horské turistice a horolezectví. Pravidelné cesty do Alp ho sblížily se Slovinci. V červnu 1897 v Praze založil český odbor Slovinského alpského družstva s cílem podporovat turistiku poskytováním informací, výcvikem horských vůdců, úpravou cest, pořádáním sbírek a přednášek. Spolek, který měl brzy sto českých členů a vydával časopis Alpský věstník, otevřel roku 1890 pod horou Grintovec první českou chatu (Češka koča). Chodounský stál v čele po celou existenci družstva, které zaniklo roku 1914 po vypuknutí první světové války.

### Rodina a závěr života
Optimismus a svěžest si Chodounský udržel do vysokého věku, ačkoli ho postihly rodinné tragédie — během jeho života mu zemřela manželka Julie, rozená Chvátalová (1846–1927), syn Karel (1876–1900) i dcera-malířka Marie Chodounská (1871–1922). Podlehl dlouhé nemoci (ateroskleróza mozkových cév s komplikacemi), pohřben byl na Malvazinkách.

## Význam
Chodounský byl zejména po roce 1918 velmi vážený a uznávaný jako zakladatel české farmakologie. Svým pedagogickým talentem zajistil kontinuitu mezi Purkyněm a lékařskou generací dvacátých let 20. století. Většina lékařů té doby byla jeho přímými nebo nepřímými žáky. Farmakologickou vědu orientoval na praktické využití při léčení.
Získal řadu ocenění, mimo jiné Rytířský kříž řádu císaře Františka Josefa I. Čestný doktorát Masarykovy univerzity mu byl udělen r. 1929.

## Dílo
Knižně vydal např.:
- Diferenční slovník lékařský česko-polský a polsko-český (1884)
- Slovo o balneo- a klimatotherapii (1890)
- V slovanských Alpách (1896, 1900)
- Nastuzení (1898, 1900)
- O příčinách chorob vnitřních (1900)
- Sport (1903) Dostupné online — přednáška v Alpském klubu
- Farmakologie (1905)
- Jan Evang. Purkyně : Působení jeho pro rozvoj české kultury (1927)